# Hemiterpeno

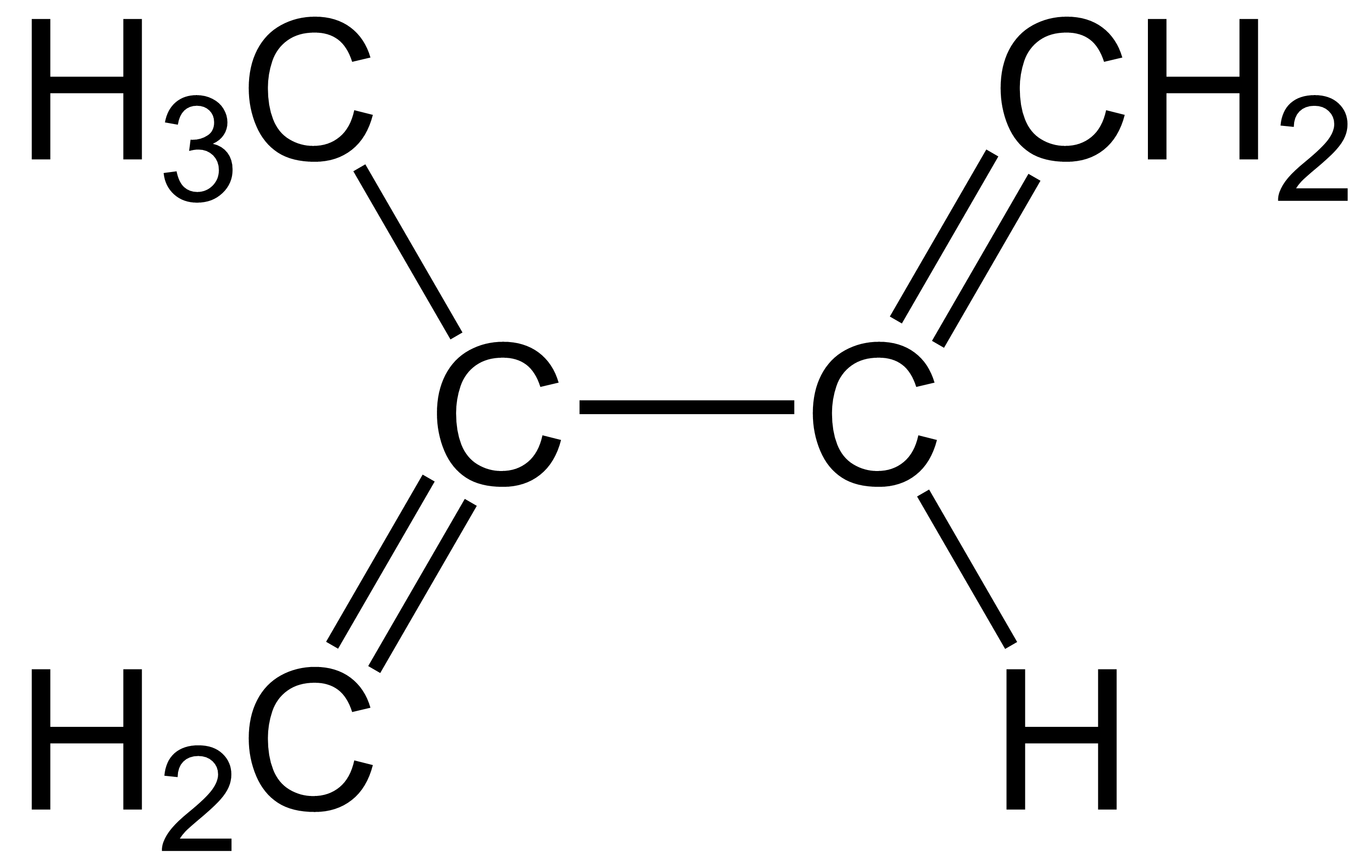
Estrutura do isopreno.

Os hemiterpenos são terpenos menores, com uma só unidade de isopreno. Possuem 5 carbonos em sua estrutura.
O hemiterpeno mais conhecido é o próprio isopreno, um produto volátil que se desprende dos tecidos fotossinteticamente ativos.